# La Fille bien gardée (film, 1924)
La Fille bien gardée est un film muet français réalisé par Louis Feuillade et sorti en 1924.

## Fiche technique
- Scénario de Louis Feuillade, d'après la pièce d'Eugène Labiche et Marc Michel
- Décors : Robert-Jules Garnier
- Chef-opérateur : Maurice Champreux, Léon Morizet
- Montage : Maurice Champreux
- Société de production : Société des Etablissements L. Gaumont
- Pays de production : France
- Format : Noir et blanc - Muet - 1,33:1 - 35 mm - Procédé cinématograhique : sphérique
- Métrage : 1800 mètres (6 bobines)
- Date de sortie : 
  - France : 21 mars 1924

## Distribution
- René Poyen
- Bouboule
- Alice Tissot
- Lise Jaux
- Émile André
- René Donnio